# Bertil Uggla
Bertil Gustafsson Uggla (ur. 19 sierpnia 1890 w Solnie, zm. 29 września 1945 w Karlstad) – szwedzki oficer, pięcioboista nowoczesny, skoczek o tyczce, oraz szermierz, brązowy medalista letnich igrzysk olimpijskich w Sztokholmie w skoku o tyczce i brązowy medalista igrzysk olimpijskich w Paryżu.
Czterokrotnie brał udział w igrzyskach olimpijskich: w 1912 (lekkoatletyka), 1920 (szermierka), 1924 (pięciobój nowoczesny i szermierka) oraz 1928 (szermierka).
Podczas szermierskich mistrzostw świata w Warszawie w 1934 roku (oficjalnie zawody tego cyklu rozgrywane są pod tą nazwą dopiero od 1937) zdobył brązowy medal w szpadzie drużynowej. W tej samej konkurencji zdobył również srebrny medal na rozgrywanych rok później mistrzostwach świata w Lozannie.
Uggla był działaczem sportowym. Pełnił funkcję sekretarza Szwedzkiego Towarzystwa Gimnastycznego (1920–26) i Szwedzkiego Związku Szermierczego (1925–28). W latach 1928–1945 był członkiem Szwedzkiego Komitetu Olimpijskiego. Służył również w armii szwedzkiej, osiągając stopień pułkownika.
Jego brat, Bengt Uggla, także był pięcioboistą.

## Rekordy życiowe
- skok o tyczce – 3,82 (1912)